# みはる (AV女優)
みはる（1988年11月20日 - ）は、日本のAV女優。

## 略歴・人物
2008年にAVデビュー。Fカップの巨乳の持ち主で、女子校生役での出演が多い。

## 出演作品

### アダルトビデオ
2008年
- マイクロビキニダンス （10月3日、オフィスケイズ）…オムニバス作品 他出演:彩花ゆめ、柳原純、飯島くらら、東野愛鈴
- 究極の妄想発明シリーズ第9弾 時間が止まる腕時計 パート2 （10月9日、ROCKET）…オムニバス作品 他出演:早乙女美奈子、松野ゆい、瀬咲るな、幸、真心実、睦美杏奈、光矢れん、横山翔子
- 公共の営業中サウナに全裸の女優を放り込め!! 5 （10月20日、ブリット）…オムニバス作品 他出演:倉科さやか、河村晶、雪平あい、牧野えりな、安西カルラ
- L Beautiful Lesbian vol.2 〜秘惑のコスチュームレズ〜 （11月14日、U&K）…共演:七瀬ゆうり
- レズオナ。 vol.3 （11月28日、U&K）…オムニバス作品 共演:七瀬ゆうり 他出演:北田優歩、永瀬あき
- 女子高生ぬる×2 おま●こオナニー （12月5日、映天）…オムニバス作品
- みるきぃHi-スクール 172 （12月7日、みるきぃぷりん♪）
- みはる （12月13日、無垢）
- 爆イキ 14 （12月18日、ART VIDEO）
- 遂にここまで進化した!! ストップモーション機能付きケータイを手に入れた! （12月18日、SODクリエイト）…共演:Marimo、夏川るい、夏川リアナ、さくら愛々
- 僕の勃起したチ○ポでまんずりアクメ （12月25日、竜宮城）…オムニバス作品 共演:桧山すず、かわのすみれ、倉科さやか

2009年
- 新妻と変態義父 2 （1月1日、中嶋興業）
- 素人カップル対抗!巨乳野球拳 2 新春SP （1月8日、ROCKET）…オムニバス作品 他出演:みほ、あいこ、アリサ、美羽、優果、ゆうこ、みなみ、佐伯奈々
- 女子高生のおっぱいが舐めたい （1月16日、オフィスケイズ）…オムニバス作品 共演:根本あきこ、岡本きら、倉科さやか、澤村めぐみ、雪平あい、横須賀ねね
- 個人授業。 性の記録 （1月19日、桃太郎映像出版）
- 触手アクメ 5 （1月22日、SODクリエイト）…共演:桃咲まなみ、成瀬心美
- ロケットおっぱい20人! マイクロビキニでドキッ!巨乳だらけの水泳大会 （2月5日、ROCKET）…共演:佐伯奈々、稲森ケイト、芽衣奈、桜井エミリ、赤西涼、小宮ゆい、井上まさみ、青山れあ、堀田友紀子、茅ヶ崎ありす、月島愛、成瀬心美、宮崎あい、速水百花、西木美羽、柳原純、平井柚葉、若槻せな、森雪奈
- 盗撮! 芸能人が通うエステサロン 巨乳(編) （2月5日、ROCKET）…オムニバス作品 他出演:茅ヶ崎ありす、西木美羽、成瀬心美、宝生優果 ほか
- 肉欲劇場 卑猥な若妻たち （3月5日、ヒビノ）…共演:山崎まりあ
- 舐め愛レズビアン Vol.2 （3月6日、オフィスケイズ）…共演:伊藤あずさ、蜜井とわ、根本あきこ
- 女王様監禁アクメ凌辱 レズビアン巨乳痴女 （3月19日、CROSS）…共演:宮崎あい、橘未稀、姫野りむ
- 女子高生のお掃除フェラチオ （3月20日、オフィスケイズ）…オムニバス作品 他出演:宮崎あい、うるみゆう、桃咲まなみ、武田もも、西木美羽
- kawaii*girl 25 （3月25日、kawaii*）
- 女子高生チ○ポオナニー （4月1日、竜宮城）…オムニバス作品 他出演:宮崎あい、うるみゆう、桃咲まなみ、西木美羽、武田もも
- ヌルヌル透け透け女子高生 （4月3日、オフィスケイズ）…オムニバス作品 他出演:真白美羽、小日向ひな、峰原ちの、上原ひな
- 制服美少女と性交 （4月5日、ドリームチケット）
- 禁断の桜の園 （5月1日、アウダースジャパン）…共演:つぼみ、向坂美々、君野ゆめ
- DOKIレズ 34 （5月1日、アウダースジャパン）…オムニバス作品 共演:向坂美々 他出演:つぼみ、君野ゆめ
- みるスポ! （5月7日、みるきぃぷりん♪）
- 強制フェラ・浣腸・中出し・アクメ 放課後浣腸体罰クラブ （5月19日、ドグマ）…共演:辻本りょう
- 青春!ブルマー 3 （5月19日、ミル）
- 若妻いじり みはるはお義父さまの慰み者です （5月21日、ヒビノ）
- ボイン痴女たちの童貞筆下ろし大乱交 （6月13日、MOODYZ）…共演:一戸のぞみ、今野梨乃、辻本りょう、宮崎あい、観月マヤ、速水百花、山村絵美、中根あゆみ
- 発情! 猥褻老人 （6月25日、ながえスタイル）…オムニバス作品 他出演:水沢真樹、真山奈々
- 猥褻教師 教え子を好き放題! （6月25日、ながえスタイル）…オムニバス作品 他出演:あすかみみ
- 奴隷城 2 （7月7日、アタッカーズ）…共演:君野ゆめ、北田優歩、神山杏奈、姫咲りりあ、MAYA
- 対面相互愛撫 ま○こイジりながらち○ぽシゴかれちゃった僕。 その2 （7月25日、アロマ企画）…オムニバス作品 他出演:東野愛鈴、宮崎あい、君嶋かりん
- B.B.ボーイズ番外編 女子校生の乳首弄（いじ）りアルバイト （7月25日、アロマ企画）…オムニバス作品 他出演:赤西あずさ、結城かれん、君嶋かりん、早乙女美奈子
- ノーパン・ハイスクール （8月7日、プレミアム）…共演:雪見紗弥、あすかみみ、原田実紗、桜樹うらん、羽村智奈、RUMIKA、中川あやね、内藤斐奈、白浜ユリ、倉科さやか、横須賀ねね、黒田もね、芽衣奈、かわのすみれ
- ロリっ娘スパッツ （8月14日、I.B.WORKS）…共演:伊東すみれ
- 中出し面接 パワハラ・セクハラされて中出しされる女たち （8月15日、隼エージェンシー）…オムニバス作品 他出演:ほしのさり、君野ゆめ、岡田あい、雪乃
- 美少女に見つめられながら手コかれちゃった僕。（9月25日、アロマ企画）オムニバス作品 他出演:鈴木千里、岩崎彩菜、愛璃みい、小田切みく、大槻ひびき
- 突然、パンツの中で発射（イカ）されちゃった僕。（10月13日、アロマ企画）オムニバス作品 他出演:大槻ひびき、美花ぬりぇ、三浦直緒、北島ゆり、小宮ゆい
- S-Cute ex 33 （12月3日、S-Cute）…オムニバス作品 他出演:麻倉憂、夏川亜咲、綾瀬美都
- 女子校生の太股とパンチラ 3 （12月13日、アロマ企画）…オムニバス作品 他出演:小宮ゆい、青山さつき、三浦直緒、さくら美羽、小田切みく、岬まゆか、つぼみ、スザンナ、篠原奈美、愛川香織、美花ぬりぇ、岩崎彩菜、大槻ひびき、芹澤かなえ、永井あいこ、椿まひる、葉山梨々花、小野理菜、さくら愛々

### アダルトサイト
- S-Cute 6th No.68 MIHARU（19歳） （S-Cute）
- S-Cute Short No.301 MIHARU（19歳） （S-Cute）
- S-Cute 6th No.89 MIHARU（19歳） （S-Cute）
- S-Cute Short No.314 MIHARU（19歳） （S-Cute）